# Wasserburg (Bodensee)
Wasserburg am Bodensee es uno de los tres municipios bávaros a orillas del  lago de Constanza.
De su muelle salen ferris a Lindau, Bregenz, Constanza (Alemania) y Rorschach.

## Historia

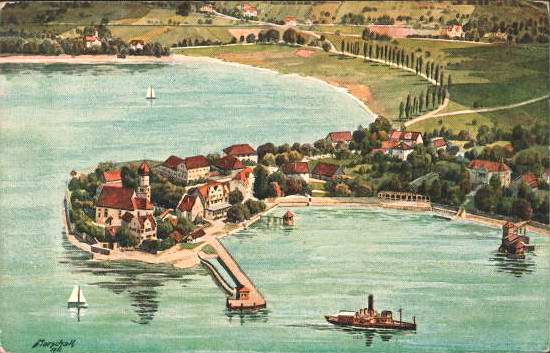
Wasserburg am Bodensee en 1900

Wasserburg (castillo en el agua) fue fundado en 784, en tierras pertenecientes al monasterio de St Gallen. En 1384 pasó a manos de los condes de Montfort, quienes lo vendieron en 1592 a la familia Fugger. En 1720, con la construcción de un terraplén, la isla se convirtió en península.
En 1755, los Fugger cedieron su soberanía sobre la propiedad a los Habsburgo con lo cual pasó a pertenecer a Austria, bajo mando de Tettnang. En 1806 Napoleon Bonaparte traspasó la soberanía al Reino de Baviera.